# Mial Eben Lilley
Mial Eben Lilley (* 30. Mai 1850 in Canton, Bradford County, Pennsylvania; † 28. Februar 1915 in Towanda, Pennsylvania) war ein US-amerikanischer Politiker. Zwischen 1905 und 1907 vertrat er den Bundesstaat Pennsylvania im US-Repräsentantenhaus.

## Werdegang
Mial Lilley besuchte sowohl öffentliche als auch private Schulen. Danach war er einige Jahre als Schmied tätig. Nach einem anschließenden Jurastudium in Canton und seiner 1880 erfolgten Zulassung als Rechtsanwalt begann er in Towanda in diesem Beruf zu arbeiten. In den Jahren 1893 und 1896 wurde er im Bradford County in das Amt des Prothonotary gewählt. Im Jahr 1903 wurde er stellvertretender Bundesstaatsanwalt für den mittleren Teil des Staates Pennsylvania. Politisch war er Mitglied der Republikanischen Partei.
Bei den Kongresswahlen des Jahres 1904 wurde Lilley im 14. Wahlbezirk von Pennsylvania in das US-Repräsentantenhaus in Washington, D.C. gewählt, wo er am 4. März 1905 die Nachfolge von Charles Frederick Wright antrat. Da er im Jahr 1906 nicht bestätigt wurde, konnte er bis zum 3. März 1907 nur eine Legislaturperiode im Kongress absolvieren. Nach seiner Zeit im US-Repräsentantenhaus praktizierte Lilley wieder als Anwalt. Er starb am 28. Februar 1915 in Towanda, wo er auch beigesetzt wurde.